# Lac d'Arratille
Pour les articles homonymes, voir Arratille (homonymie).
Le lac d'Arratille est un lac de la chaîne de montagnes des Pyrénées situé dans le département français des Hautes-Pyrénées de la région Occitanie.
Le lac a une superficie de 5,9 ha pour une altitude de 2 247 m .

## Géographie
Le lac se trouve sur le territoire de la commune de Cauterets, dans le Massif du Vignemale (Pyrénées) au lieu-dit d'Arratille.

### Topographie
| Vallée d'Arratille | Vallée du Marcadau                     | Gerretet             |
| La Tête d'Ours     | lac d'Arratille                        | Pic Alphonse Meillon |
| Lac de la Badète   | Lac du Col d'Arratille Col d'Arratille | Tuque Blanque        |

### Hydrographie
Le lac a pour émissaire le Gave d'Arratille qui devient le Gave du Marcadau plus bas, gave qui fait partie du réseau hydrographique de l'Adour.

### Géologie
Le lac d'Arratille est un lac glaciaire de montagne, dont la formation se passe en trois étapes majeures :
1. À l'Éocène vers −40 Ma se forme la chaîne des Pyrénées à la suite de la remontée vers le nord de la plaque africaine qui entraîne avec elle la plaque ibérique. Cette dernière glisse alors sous la plaque eurasiatique située plus au nord, ce qui entraîne le plissement, le relèvement et le charriage des couches géologiques de la croûte terrestre,.
2. À partir du Pliocène puis surtout du Pléistocène, de −5 Ma à −10 000 ans, un refroidissement général du climat entraîne la formation de glaciers et d'une érosion fluvioglaciaire (vallées, cirques, moraines, ombilics, etc) dans toute la chaîne des Pyrénées.
3. Depuis l'Holocène, à partir de −10 000 ans, un redoux climatique entraîne la disparition des glaciers et la formation dans leur sillage de nombreux lacs glaciaires qui sont de deux sortes, :
- le lac de verrou qui se forme dans un ombilic glaciaire formant un creux naturel et terminé par un verrou glaciaire rocheux.
- le lac de moraine qui se forme derrière une moraine agissant comme un barrage naturel.

## Faune et flore
La végétation autour du lac est caractéristique d'un étagement altitudinal de type alpin.

## Protection environnementale
Le lac est situé dans le parc national des Pyrénées.